# Corchea

Figura 1. Dos corcheas y un silencio de corchea.

Figura 2. Cuatro corcheas unidas.

La corchea es una figura musical que equivale a 1/8 del valor de la figura redonda. El antepasado de la corchea es la fusa de la notación mensural, que no se debe confundir con la figura de fusa actual.

## Representación gráfica
Las figuras de corcheas se representan con una cabeza de nota ovalada coloreada en negro, con una plica vertical con un solo corchete, que tiene forma de gancho o rabillo (ver Figura 1).
La dirección de la plica depende de la posición de la nota. Al igual que sucede con todas las figuras que llevan plicas, se dibujan con la plica a la derecha de la cabeza de la nota y hacia arriba, cuando el sonido representado está por debajo de la tercera línea del pentagrama. Mientras que, cuando la nota está en dicha línea media o por encima de esta, se dibujan con la plica a la izquierda de la cabeza de la nota y hacia abajo. No obstante, esta regla no es absoluta ya que puede variar cuando es necesario ligar varias notas o cuando se representa más de una voz. De hecho en las obras polifónicas la orientación de las plicas ayuda a distinguir las diferentes voces.
Los corchetes siempre deben ir del lado derecho de la plica, curvos hacia la derecha. Cuando la plica apunta hacia arriba, el corchete comienza en la punta superior y se curva hacia abajo; cuando la plica apunta hacia abajo, el corchete comienza desde la punta inferior y se curva hacia arriba.
Cuando varias corcheas (o semicorcheas, fusas, semifusas) están cerca una de la otra y se encuentran dentro de la misma unidad de pulso, el corchete o los corchetes se conectan con una línea gruesa más o menos horizontal según la dirección general de las notas a unir (ver Figura 2). 
En los compases de subdivisión ternaria (3
8; 6
8; 9
8; 12
8; etc.) las corcheas se suelen unir en grupos de tres.
En la música vocal a menudo se le asigna una sílaba diferente a cada nota y cuando una sola sílaba es asignada a varias notas se suelen dibujar enlazadas. 
El silencio de corchea es su silencio equivalente. La corchea, como todas las figuras musicales, tiene un silencio de su mismo valor y supone que durante ese tiempo no se emite sonido alguno.
En Unicode los signos para corcheas son U+266A (♪) y U+266B (♫). Estos caracteres son heredados de la página de códigos 437 de principios de la década de 1980, donde sus códigos eran el 13 y 14 respectivamente.

## Duración y equivalencias
En un compás de subdivisión binaria (2
4; 3
4; 4
4; etc.) la corchea dura medio tiempo. Por lo tanto, en un compás de 4
4 esta figura ocupa la octava parte de un compás. 
En un compás de subdivisión ternaria (3
8; 6
8; 9
8; 12
8; etc.) la corchea es la figura de referencia, al ser 8 el denominador. En un compás de 6
8 una corchea ocupa una de las seis partes en que se subdivide este compás. 
Si se le añade un puntillo, la duración total resultante es su valor habitual más la mitad de tal valor. Así por ejemplo si su duración son 2 semicorcheas, con el puntillo pasaría a durar 3 (2 + 1).
La figura de corchea equivale a la octava parte de una redonda, a la cuarta parte de una blanca, a la mitad de una negra, a 2 semicorcheas, 4 fusas o bien 8 semifusas. 
Por encima de la redonda hay algunas figuras de mayor duración pero han caído en desuso en la notación musical actual. Son: la cuadrada que equivale a ocho negras, la longa que equivale a 16 negras y la maxima que equivale a 32 negras. Por debajo de la semifusa también existen otras figuras de menor duración que tampoco se utilizan hoy en día. Son: la garrapatea que equivale a 1/128 de la redonda y la semigarrapatea que equivale a 1/256 de la redonda, esto es, 1/64 pulsos de negra.

## Etimología
Los nombres que se le dan a esta figura y a su silencio en diferentes lenguas varían enormemente:
| Idioma           | Nombre de la nota  | Nombre del silencio         |
| ---------------- | ------------------ | --------------------------- |
| Alemán           | Achtelnote         | Achtelpause                 |
| Checo            | osminka            | osminová pomlka             |
| Catalán          | corxera            | silenci de corxera          |
| Español          | corchea            | silencio de corchea         |
| Finés            | Kahdeksasosanuotti | Kahdeksasosatauko           |
| Francés          | croche             | demi-soupir                 |
| Griego           | όγδοο (ogdoo)      | παύση ογδόου (paúsi ogdoou) |
| Neerlandés       | achtste noot       | achtste rust                |
| Inglés americano | eighth note        | eighth rest                 |
| Inglés británico | quaver             | quaver rest                 |
| Italiano         | croma              | pausa di croma              |
| Polaco           | ósemka             | pauza ósemkowa              |
| Portugués        | colcheia           | pausa de colcheia           |
| Ruso             | восьмая нота       | восьмая пауза               |
| Turco            | sekizlik nota      | sekizlik es                 |

La nota se deriva de la fusa de la notación mensural, sin embargo fusa es el nombre actual español y portugués para la figura que equivale a 1/32 del valor de la redonda. 
El nombre francés actual croche (corchea) y el término en inglés británico crotchet (negra) derivan de la misma fuente que es el vocablo del francés antiguo crochet «ganchito» (diminutivo de croche, «gancho» o «torcido», del vikingo krôkr, «gancho») porque así es el corchete de la nota. 
La alusión a los ganchos viene de la grafía con que se representaba la semiminima (en notación blanca) y la fusa (en notación negra) en el periodo de la notación mensural. De ahí que el mismo término llegara a ser utilizado para designar diferentes figuras. 
En Reino Unido y Canadá se emplea quaver («sonido trémulo»), que viene de la arcaica utilización del verbo to quaver que significa «cantar tembloroso». Por su parte, en Estados Unidos emplean la acepción eighth note que significa «octavo de nota» en relación con el valor de la redonda, llamada «nota completa» en esta nomenclatura. Los términos americanos son calcos semánticos de los términos alemanes, ya que cuando las orquestas estadounidenses se establecieron por primera vez en el siglo XIX fueron pobladas en gran medida por emigrantes alemanes. En Italia se denomina croma, que también hace referencia al concepto de temblor y antiguamente fusa.